# Marie-Charles-Léon Spitz
Marie-Charles-Léon Spitz, francoski general, * 1876, † 1960.